# Shaggy
Shaggy, właśc. Orville Richard Burrell (ur. 22 października 1968 w Kingston) – jamajsko-amerykański piosenkarz reggae, dancehall i rap.
Pseudonim artystyczny przybrał na cześć bohatera kreskówki Scooby Doo – Kudłatego (ang. Shaggy). 

## Rodzina i kariera wojskowa

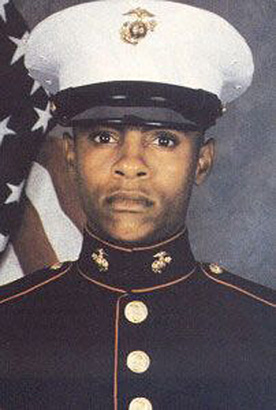
Shaggy podczas służby wojskowej (1988/1989)

Urodził się w Kingston na Jamajce. W wieku 18 lat wraz z rodziną wyemigrował do Stanów Zjednoczonych i zamieszkał w Nowym Jorku.
W 1988 zaciągnął się do piechoty morskiej, służbę wojskową odbywał podczas pierwszej wojny w Zatoce Perskiej. Po powrocie z Iraku zdecydował się na rozpoczęcie kariery muzycznej. 
Posiada również amerykańskie obywatelstwo. 

## Kariera

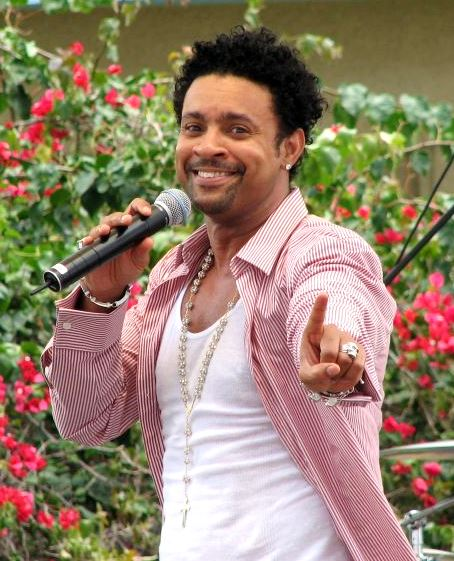
Shaggy (2006)

W 1987 wziął lekcje śpiewu i został odkryty rok później, śpiewając na ulicy z przyjaciółmi. Zadebiutował w 1993 aranżacją utworu zespołu ska Folkes Brothers „Oh Carolina”. W następnych latach zanotował sporo sukcesów, m.in. wylansował przeboje „Boombastic” i „It Wasn’t Me”. W 2005 wydał album studyjny pt. Clothes Drop. W 2008 napisał piosenki „Like a Superstar” i „Feel the Rush” na Mistrzostwa Europy w Piłce Nożnej 2008.
3 stycznia 2009 zorganizował w Kingston koncert charytatywny na rzecz jednego ze szpitali dziecięcych na Jamajce; w trakcie wydarzenia zaśpiewał utwór „Save a Life”, który powstał na tę okazję.

## Dyskografia
- Pure Pleasure – 1993
- Original Doberman – 1994
- Boombastic – 1995
- Midnite Lover – 1997
- Hot Shot – 2000
- Lucky Day – 2002
- Clothes Drop – 2005
- Intoxication – 2007
- Best of Shaggy: The Boombastic Collection – 2008
- Summer in Kingston – 2011
- Rise – 2012
- Out of Many, One Music – 2013
- 44/876 oraz Sting – 2018 (złota płyta w Polsce[7])
- Hot Shot 2020 - 2020
- Com Fly Wid Mi – 2022
- In the Mood – 2023